# Léon Thiébaut
Léon Thiébaut (París, 1880-París, 1956) fue un deportista francés que compitió en esgrima, especialista en la modalidad de sable. Participó en los Juegos Olímpicos de París 1900, obteniendo una medalla de plata en la prueba individual.

## Palmarés internacional
| Juegos Olímpicos | Juegos Olímpicos | Juegos Olímpicos | Juegos Olímpicos |
| Año              | Lugar            | Medalla          | Prueba           |
| ---------------- | ---------------- | ---------------- | ---------------- |
| 1900             | París (Francia)  | Medalla de plata | Sable individual |